# 聖科洛馬
安道爾聖科洛馬，简称为聖科洛馬，是安道爾安道尔城堂区内的一個城镇，距离首都安道尔城市中心有两公里。
镇上的聖科洛馬教堂為聯合國教科文組織指定為世界文化遺產。